# Philipp Beck
Philipp Beck, avstrijski general, * 25. december 1720, † 23. januar 1768.